# Kommandantenhaus (Nysa)

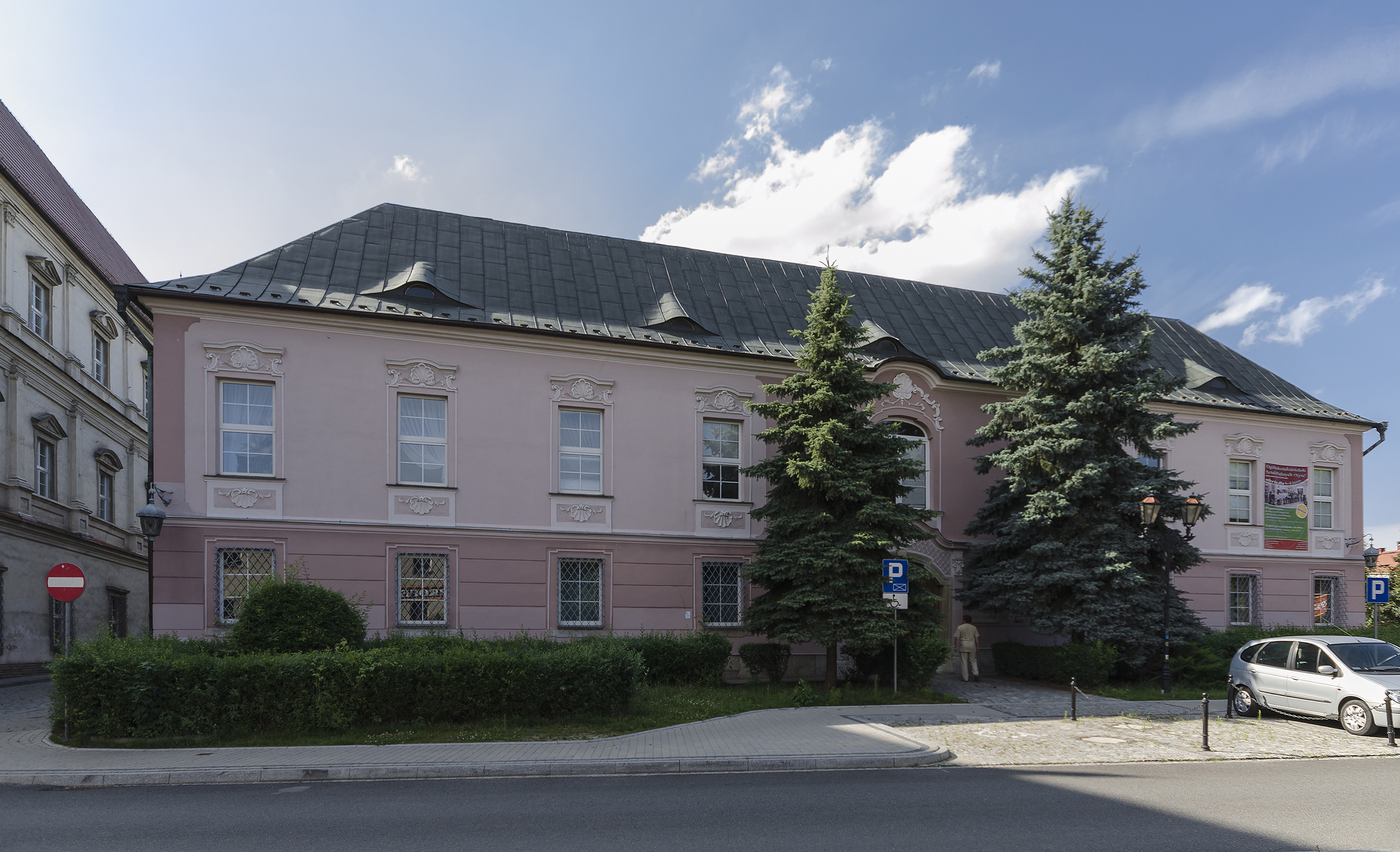
Kommandantenhaus (2014)

Das Kommandantenhaus (polnisch Dom Komendanta) in der oberschlesischen Stadt Nysa (deutsch Neisse) ist der ehemalige Sitz der preußischen Kommandantur in Neisse. Es liegt im Nordosten der Altstadt an der ul. Grodzka (bis 1945 Jesuitenstraße). 

## Geschichte

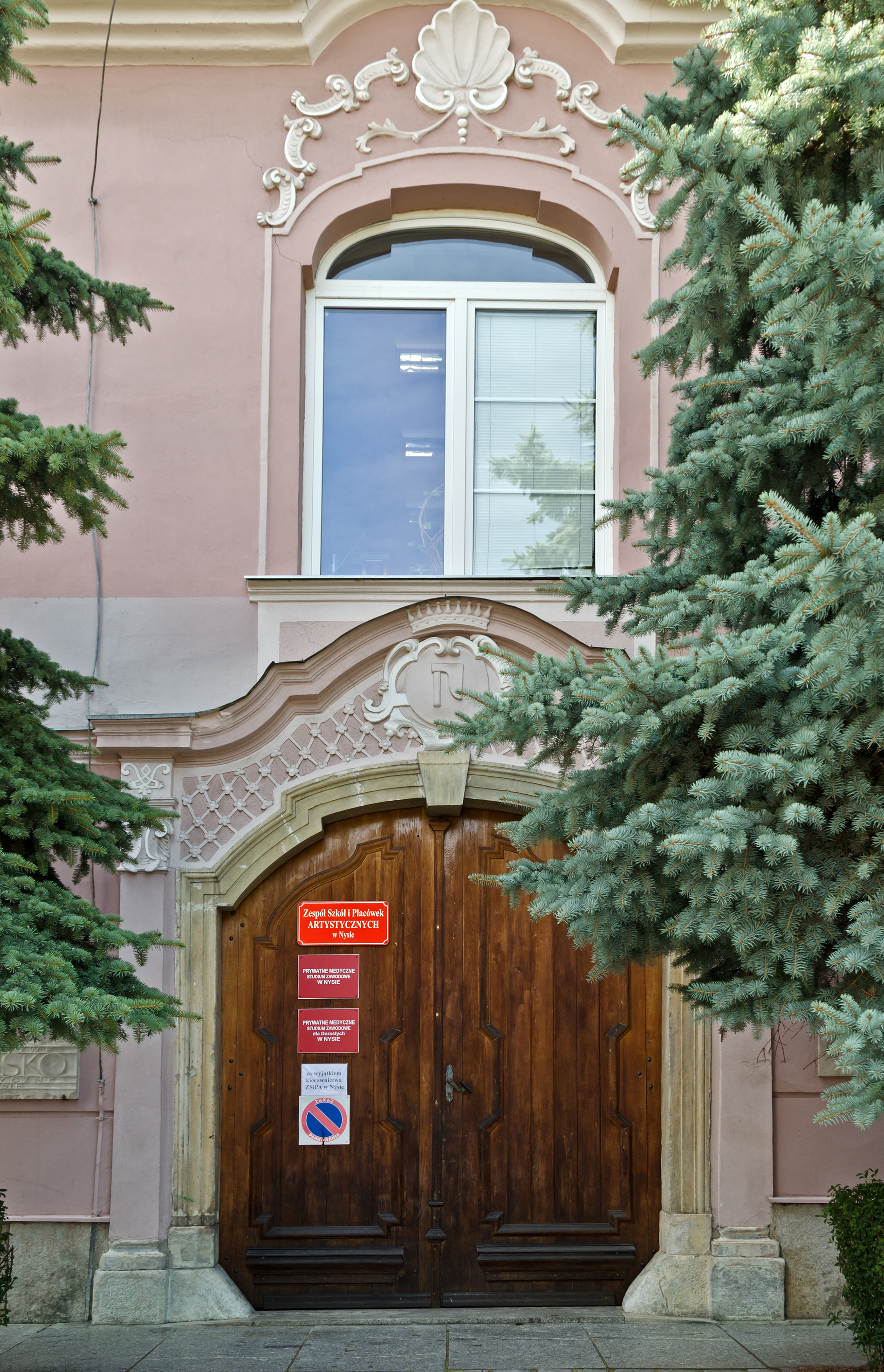
Barockes Hauptportal

Das Gebäude entstand in der ersten Hälfte des 18. Jahrhunderts als privates Wohnhaus. Als nach dem Ersten Schlesischen Krieg 1742 Neisse mit dem größten Teil Schlesiens an Preußen fiel und die Neisser Befestigungsanlagen an das preußische Militär übergeben wurden, diente das Gebäude als Sitz der preußischen Kommandantur. Diese Funktion behielt es bis 1873. 
Nach einem Umbau wurde in dem Gebäude 1916 das Städtische Museum für Kunst und Altertum eingerichtet. Dieses wurde im Zweiten Weltkrieg bei den Kämpfen um Neisse im Frühjahr 1945 zerstört und brannte bis auf die Außenmauern nieder. Nach dem Übergang an Polen 1945 wurde es 1971–1981 wieder aufgebaut. Gegenwärtig wird es teilweise durch eine Musikschule sowie als ein Kulturzentrum genutzt. 
1958 wurde das Gebäude unter Denkmalschutz gestellt.

## Architektur
Das Kommandantenhaus entstand zu Beginn des 18. Jahrhunderts im Stil des Barock. Die Fassade des zweigeschossigen Gebäudes ist mit barocken Ornamenten verziert; das Eingangsportal an der Westseite ist ebenfalls barock. Im steilen Walmdach befinden sich Gauben.